# Cobogó

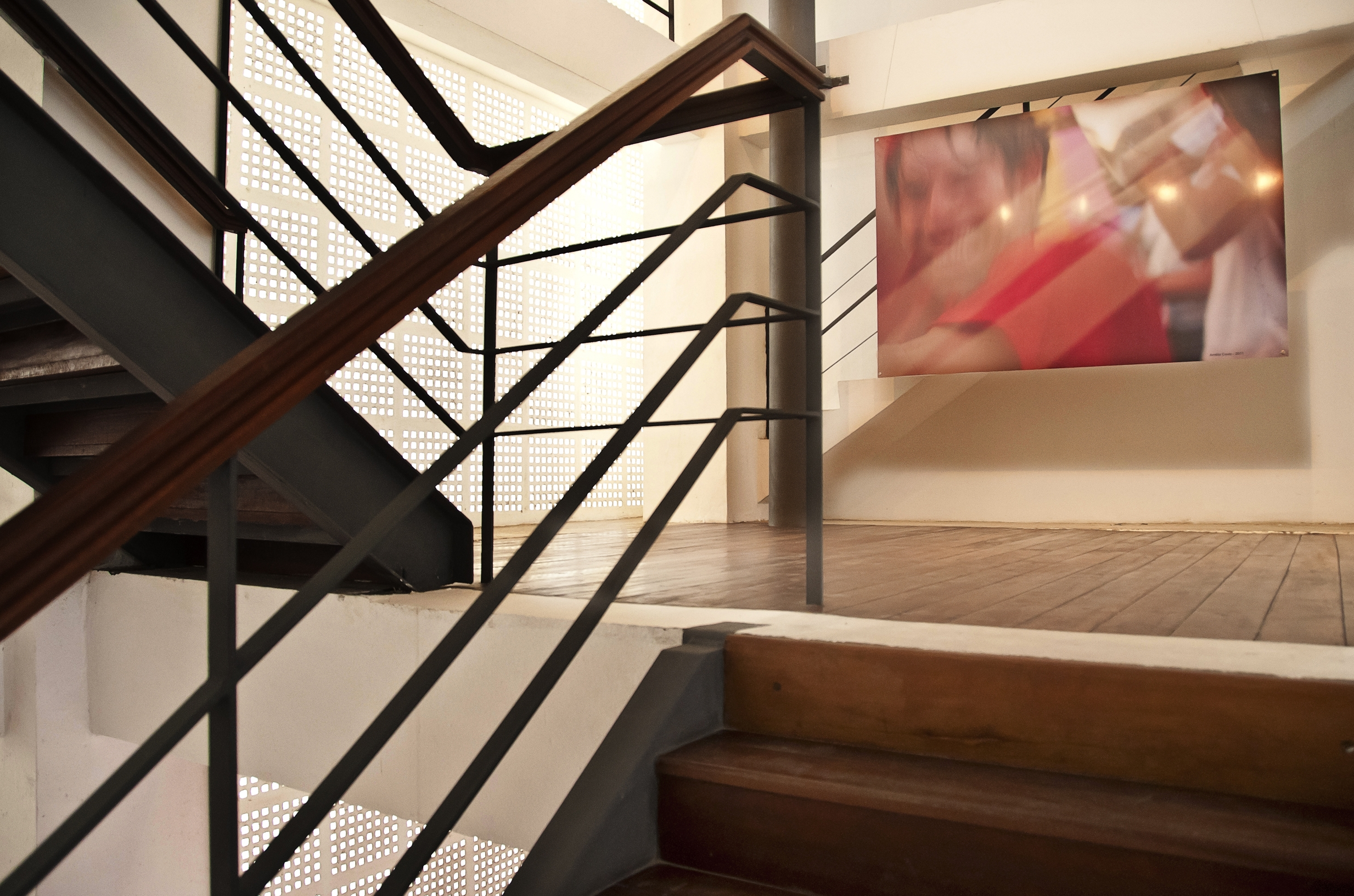
Interior da Caixa D'Água do Alto da Sé. Perceba a iluminação natural permitida pelos cobogós.

Cobogó é a denominação dada ao elemento vazado, normalmente feito de barro ou cimento, que completa paredes e muros para possibilitar maior ventilação e luminosidade no interior de um imóvel, seja residencial, comercial ou industrial.
Seu nome deriva das iniciais dos sobrenomes de três engenheiros que, no Recife, no início do século XX (1929 ou 1930) conjuntamente o idealizaram: Amadeu Oliveira Coimbra, Ernest August Boeckmann e Antônio de Góis.  
Em muitos lugares do Nordeste do Brasil o nome sofreu algumas variações, tais como combobó, combogó, comogó, comongol, comogol, comungó.

## Concepção

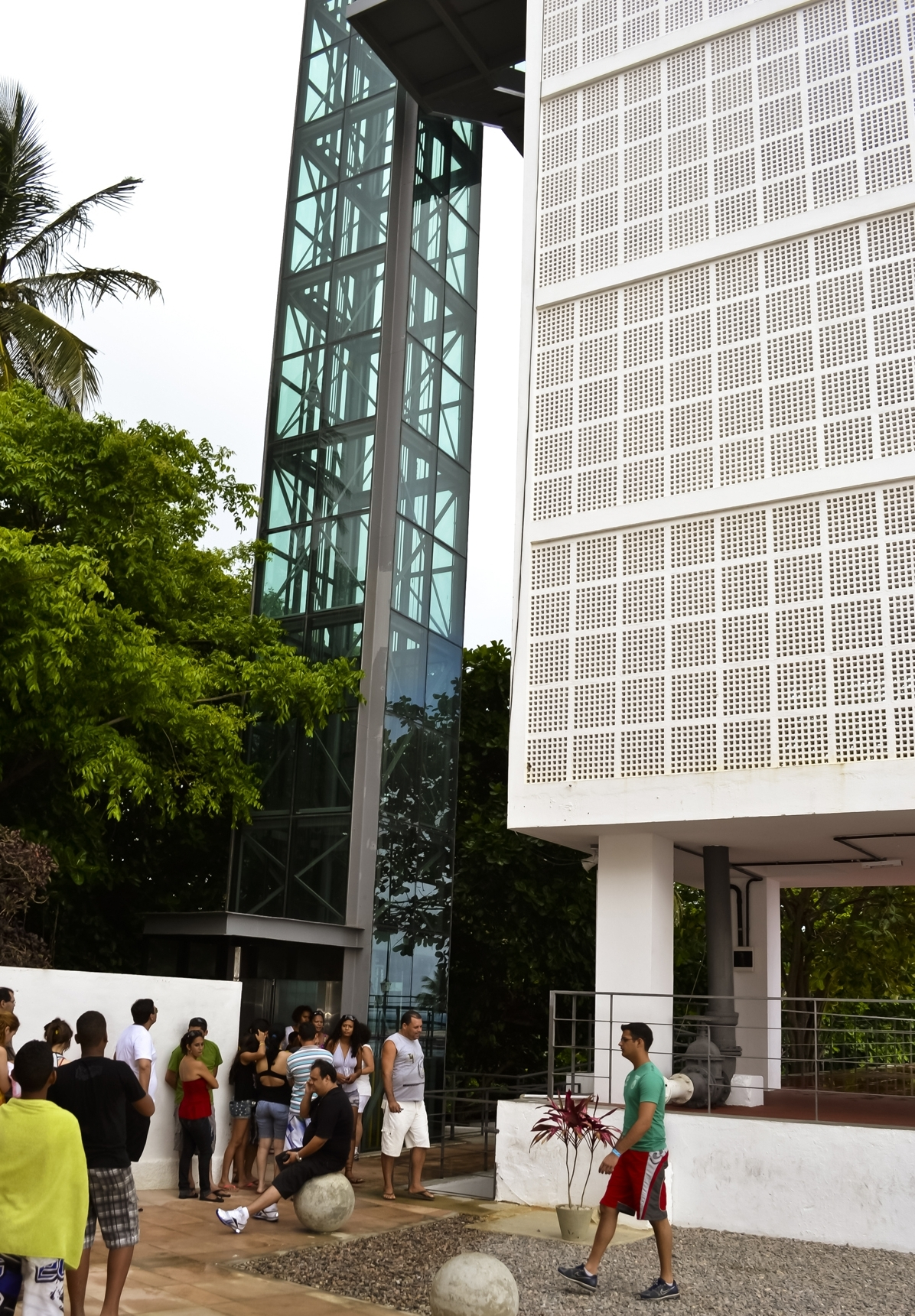
Exterior da Caixa d'Água de Olinda visto de perto. Perceba os cobogós que formam a parede.

O cobogó surgiu dentro do contexto da arquitetura das vanguardas modernistas no começo do século XX, sendo implementado pela primeira vez na famosa Caixa d'Água de Olinda, em Olinda, em 1935, pelo arquiteto modernista-futurista, originário de Minas Gerais porém radicado em Pernambuco, Luis Nunes.
Embora a implementação dos três engenheiros tenha sido original, o cobogó foi influenciado pelos muxarabis observados na Índia pelo então comerciante Ernest Boeckmann.
Inicialmente, os cobogós eram feitos apenas de cimento. Com sua popularização passaram a ser moldados com outros materiais, como argila, vidro, cerâmica etc., variando também no formato e nos desenhos.

## Fora do Brasil
Em Portugal, é comumente designado por parede de fachada de alvenaria de blocos pré-fabricados de betão de gelosia decorativa em fachada, assentes com argamassa de cimento e cal, confeccionada em obra.